# (39561) 1992 QA
(39561) 1992 QA est un astéroïde aréocroiseur découvert en 1992.

## Description
(39561) 1992 QA a été découvert le 19 août 1992 à l'observatoire de Siding Spring, situé près de Coonabarabran, en Nouvelle-Galles du Sud, en Australie, par Robert H. McNaught.

### Caractéristiques orbitales
L'orbite de cet astéroïde est caractérisée par un demi-grand axe de 1,87 ua, un périhélie de 1,66 ua, une excentricité de 0,11 et une inclinaison de 26,23° par rapport à l'écliptique. Du fait de ces caractéristiques, à savoir un demi-grand axe inférieur à 3,2 ua et un périhélie compris entre 1,3 et 1,666 ua, il croise l'orbite de Mars et est classé, selon la JPL Small-Body Database, comme astéroïde aréocroiseur (aréo venant de Arès).

### Caractéristiques physiques
(39561) 1992 QA a une magnitude absolue (H) de 15,2 et un albédo estimé à 0,289.